# Африко
А̀фрико (на италиански: Africo, на местен диалект Africu, Африку) е малко градче и община в Южна Италия, провинция Реджо Калабрия, регион Калабрия. Разположено е на 15 m надморска височина. Населението на общината е 3127 души (към 2013 г.).